# Октябрьский (Троицкий район)
Октябрьский — посёлок в Троицком районе Алтайского края. Входит в состав Гордеевского сельсовета.

## География
Расположен в центральной части края, примыкая к северной окраине пос. Гордеевский.
Климат
континентальный. Средняя температура января −19 °C, июля +19,9 °C. Годовое количество атмосферных осадков 450 мм.

## История
Решением Троицкого райисполкома от 11 мая 1960 г. № 171 населённому пункту 1-е отделение госптицеплемсовхоза «Пролетарий» присвоено наименование посёлок Октябрьский.

## Население
| 1997 | 1998 | 1999 | 2000 | 2001 | 2002 | 2003 | 2004 | 2005 |
| ---- | ---- | ---- | ---- | ---- | ---- | ---- | ---- | ---- |
| 572  | ↗591 | ↘544 | ↘532 | ↗534 | ↗544 | ↘485 | ↗545 | ↘434 |
| 2006 | 2007 | 2008 | 2009 | 2010 | 2011 | 2012 | 2013 |      |
| ↗453 | ↘425 | ↘412 | ↘363 | ↗404 | ↘403 | ↗404 | →404 |      |

Национальный состав
Согласно результатам переписи 2002 года, в национальной структуре населения русские составляли 90 % от 518 чел.

## Инфраструктура
В посёлке Гордеевский находится почтамт, школа.

## Транспорт
Октябрьский доступен автомобильным и железнодорожным транспортом. Станция Гордеево находится в соседнем посёлке Гордеевский.
Выезд на автодорогу межмуниципального значения «а/д Р-256 — Гордеевский — Заводское — Куличье — Озеро-Петровское» (идентификационный номер 01 ОП МЗ 01Н-5104).